# Mount Rohr
Der Mount Rohr ist ein 2423 m hoher Berg mit einer Schartenhöhe von 353 m im Südwesten der kanadischen Provinz British Columbia, im Squamish-Lillooet Regional District.

## Geographie
Der Mount Rohr liegt in der Cayoosh Range, einer Teilkette der Lillooet Ranges in den Coast Mountains. Er liegt 29 km östlich von Pemberton, 8,2 km östlich des Cayoosh Mountain und 9,5 km nordwestlich des Mount Marriott (2735 m) bzw. 6,8 km nordöstlich des Joffre Peak, der nächsthöheren Berge. Der Highway 99 quert die südliche Basis des Berges zwischen dem Cayoosh Pass und dem Westende des Duffey Lake. An der gegenüberliegenden (südlichen) Seite des Highways ragt der Mount Chief Pascall in die Höhe. Der Mount Rohr bildet die westliche Grenze des Duffey Lake Provincial Park und gleichzeitig dessen höchsten Punkt. Zwei etablierte Kletterrouten führen über den Westgrat bzw. über den Rohr Lake auf den Gipfel; beide können im Winter mit Skiern befahren werden. Die Abflüsse der Niederschläge am Berg fließen nordwärts in den Oberlauf des Haylmore Creek und südwärts in den Cayoosh Creek.

## Geschichte
Der Name des Berges wurde von Reverend Damasus Payne vorgeschlagen, einem Bergsteiger, um Rev. Victor Sebastian Rohr (1873–1965) zu ehren, der 40 Jahre in British Columbia verbrachte und als Missionar für die First Nations in der Region zwischen Skookumchuck und Williams Lake diente. Das Toponym wurde am 21. April 1966 vom Geographical Names Board of Canada offiziell anerkannt.

## Klima
In Bezug auf die Klimaklassifikation nach Köppen und Geiger herrscht am Mount Rohr ein subarktisches Klima. Die meisten Wetterfronten stammen vom Pazifik und bewegen sich ostwärts auf die Coast Mountains zu, wo sie durch die Berge zum  Aufsteigen (Windstau) gezwungen werden, was wiederum dazu führt, dass die enthaltene Feuchtigkeit in Form von Regen oder Schnee abgegeben wird. Im Ergebnis führt das zu hohen Niederschlägen in den Coast Mountains, insbesondere zu starken Schneefällen im Winter. Die Temperaturen können unter −20 °C fallen, unter Berücksichtigung von Windchill-Einfluss unter −30 °C. Die Monate Juli bis September bieten die besten Wetterbedingungen für einen Aufstieg.